# Aurélie Wellenstein
Nascida em 1980 em Paris, Aurélie Wellenstein é uma escritora francesa. Ela escreve principalmente histórias de fantasia, para adultos e também  para crianças e jovens.

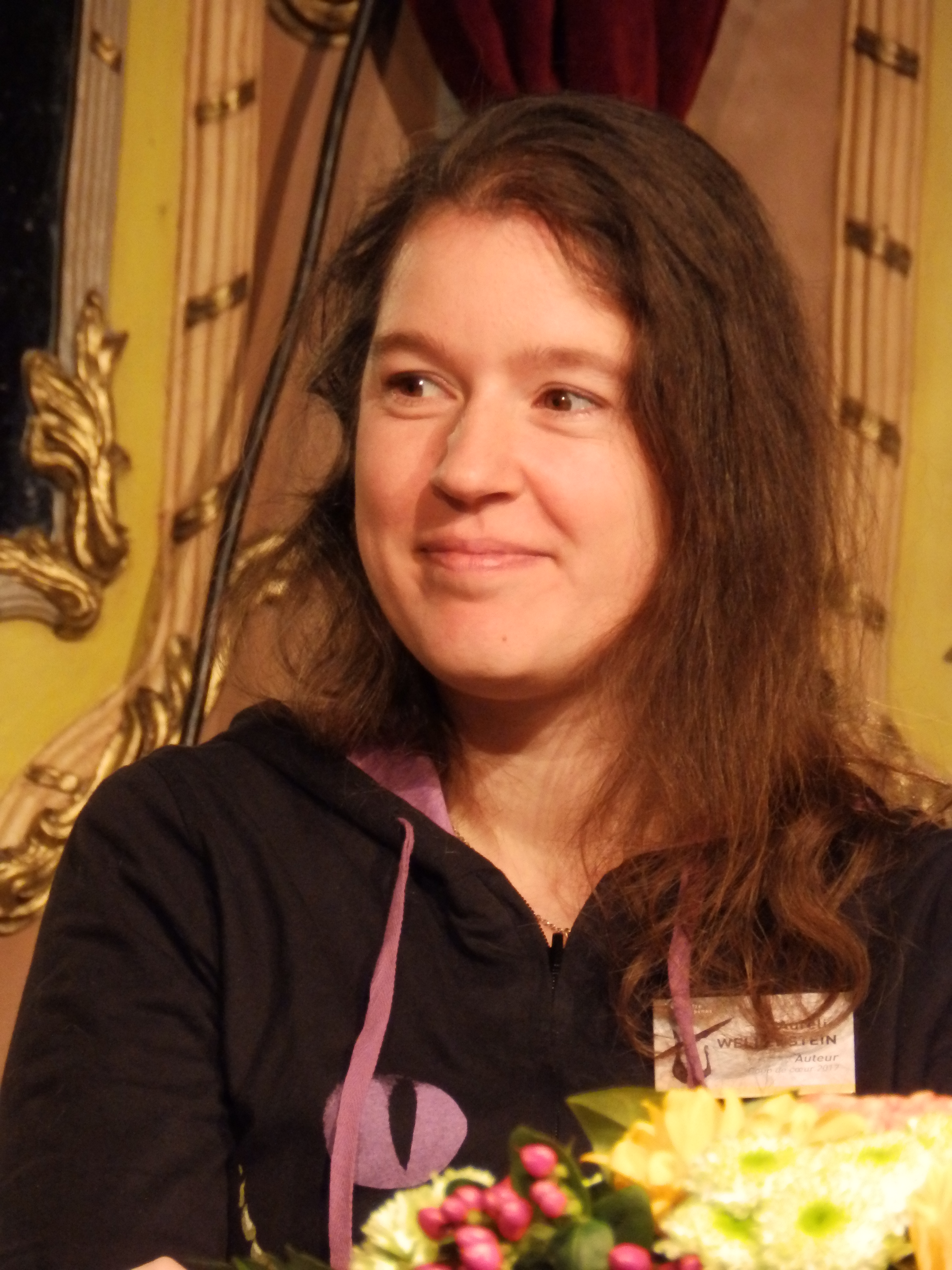
Aurélie Wellenstein (2) - Imaginales 2017

## Biografia
E a leitura dos romances de Jack London White Fang (Caninos Brancos no Brasil e Colmilhos brancos em Portugal) e The Call of the Wild (O Grito da Selva, O Chamado da Selva, O Chamado da Floresta e Chamado Selvagem, no Brasil e Apelo da Selva: o grito da floresta em Portugal) que a inspiro o desejo de ser escritora. Os animais ocupam um grande lugar em seus romances : animal real ou totêmico, devir-animal, reflexão sobre nossa relação com nosso eu selvagem .
Ela de estuda a literatura e escreve uma dissertação sobre o "devenir-cheval de Franck Venaille  ". Depois, a partir de 2007, ela publicou seus primeiros contos  em revistas, antologias ou fanzines.
Seu primeiro romance, Le Cheval et l'Ombre, foi publicado pela Sortilèges em 2013. Seus romances posteriores são objeto de várias seleções e indicações para prêmios literários.
Em 2015, Le Roi des fauves foi selecionado para o prêmio Revelações Futuriales, o prêmio Elbakin.net, o prêmio Imaginales para estudantes do ensino médio, o Grand Prix de l'Imaginaire e Reading in the Sena. Ele é o vencedor do Prix des Halliennales  . Em 2016, Les Loups chantants foi selecionado para o Grand Prix de l'Imaginaire, o Prix Imaginales Jeunesse e o Prix Imaginales des collèges, bem como para o prêmio de novela contemporânea da cidade de Poitiers. Ele ganhou o prêmio Elbakin - melhor romance de fantasia infantil francês  .
Em 2017, o  Chevaux de foudre  também foi selecionado para sete prêmios e ganhou o Prêmio Escapages 2017 (Categoria + 12 anos) . La Fille de Tchernobyl é o vencedor do "Coup de coeur Jeunesse de la ville d'Asnières" 2017  .
Em 2017, Aurélie Wellenstein é a autora " favorito” do festival Imaginales  . Três anos depois, ela ganhou o prêmio Imaginales para bibliotecários por Dead Seas  .

## Romances
- Le Roi des fauves, Scrineo, 2015 (ISBN 978-2-36740-302-1). Reedição, Pocket, coll. «Imaginaire » n° 7226, 2017 (ISBN 978-2-266-27312-1)
- Les Loups chantants, Scrineo, 2016 (ISBN 978-2-36740-409-7). Reedição, Pocket, coll. « Imaginaire » no 7230, 2018 (ISBN 978-2-266-27313-8).
- La Mort du temps, Scrineo, 2017 (ISBN 978-2-36740-500-1). Reedição, Pocket, coll. « Imaginaire » no 7267, 2019 (ISBN 978-2-266-29204-7).
- Le Dieu oiseau, Scrineo, 2018 (ISBN 978-2-36740-582-7) Reedição, Pocket, coll. « Imaginaire » no 7284, 2020 (ISBN 978-2-266-29768-4).
- Blé noir, Gulf Stream, coll. « Électrogène », 2019  (ISBN 978-2-35488-685-1).
- Mers mortes, Scrineo, 2019 (ISBN 978-2-36740-660-2). Reedição, Pocket, coll. « Imaginaire » no 7302, 2021 (ISBN 978-2-266-31086-4).
- Yardam, Scrineo, 2020 (ISBN 978-2-36740-863-7). Reedição, Pocket, coll. « Imaginaire » no 7316, 2022 (ISBN 978-2-266-32241-6).
- Le Désert des couleurs, Scrineo, 2021  (ISBN 978-2-36740-998-6).

### Contos
- O direito de todos ao mar, revista Monk , 2007
- Bag of bones, web-revista Univers d'Outremonde, 2007
- A Path in the Dark, revista Borderline, 2009
- Impair et Lack, antologia sangue e ouro », Edições du petit caveau, 2009
- O Catalisador, antologia poder e poder », edições Sombres rets, 2009
- Cerberus, revista pérolas diabólicas, 2009
- Ferrous Occire, revista AOC, 2009, 1 prémio Visão do futuro 2010
- Vade Retro Satanas, antologia, ed. Redes escuras, 2010
- Les Déchets Z, revista web Univers d'Outremonde, 2010
- Troyenne, webmagazine Le chat noir, 2011
- Kenny in the Maze, revista Borderline, 2011
- Delirium Tremens, Fragmentos de Sonhos, 2012
- Sauvages, web-revista Univers d'Outremonde, 2012
- Le chasm, antologia "waiting for the apocalypse", edições Netscripts / Nostradamus, 2012
- A esposa do kelpie, edições Sortilèges, 2012
- Jade e o G., revista AOC, 2012
- Blandine and the jags, em Nocturne, os encantos do pavor, 2013
- Horl quebra o banco, em The Little People », coletivo Hydrae, 2013
- Cuide do demônio, em O Corpo, Ed. Pergaminhos e Travessões, 2013
- Trash vortex, antologia, edições Malpertuis, 2013
- Das profundezas, antologia "O mundo da noite", edições Sombres rets, 2013
- Jad à deriva, em Antologia, edições Sombres rets, 2014
- Salt Lakes, em Ecologias Estrangeiras, Rivière Blanche, 2014
- Casa vermelha, em Ferrous Occire, Presença de espírito, 2014
- De costas, em Ferrous Occire, Presença de espírito, 2014
- Bucéfalo entre as sombras, edições Mnemos, 2017